# CXCL5
CXCL5 (англ. C-X-C motif chemokine ligand 5) – білок, який кодується однойменним геном, розташованим у людей на короткому плечі 4-ї хромосоми.  Довжина поліпептидного ланцюга білка становить 114 амінокислот, а молекулярна маса — 11 972.
| 10         |  | 20         |  | 30         |  | 40         |  | 50         |
| ---------- |  | ---------- |  | ---------- |  | ---------- |  | ---------- |
| MSLLSSRAAR |  | VPGPSSSLCA |  | LLVLLLLLTQ |  | PGPIASAGPA |  | AAVLRELRCV |
| CLQTTQGVHP |  | KMISNLQVFA |  | IGPQCSKVEV |  | VASLKNGKEI |  | CLDPEAPFLK |
| KVIQKILDGG |  | NKEN       |  |            |  |            |  |            |

A: Аланін

C: Цистеїн

D: Аспарагінова кислота

E: Глутамінова кислота

F: Фенілаланін

G: Гліцин

H: Гістидин

I: Ізолейцин

K: Лізин

L: Лейцин

M: Метіонін

N: Аспарагін

P: Пролін

Q: Глутамін

R: Аргінін

S: Серин

T: Треонін

Кодований геном білок за функцією належить до цитокінів. 
Секретований назовні.